# Manuel Vilas
Pour les articles homonymes, voir Vilas.
Manuel Vilas, né en 19 juillet 1962 à Barbastro dans la province de Huesca de la communauté autonome d'Aragon en Espagne, est un poète, un écrivain et un essayiste espagnol.

## Biographie
Manuel Vilas est issu d'une famille de la classe moyenne espagnole. Après des études de lettres à l'université de Saragosse, il écrit pour divers journaux espagnols tout en entamant une carrière d'écrivain, publiant tout d'abord de la poésie puis des romans. Il obtient le prix Femina étranger 2019 pour son roman Ordesa paru en 2018 en Espagne.
Il vit dans l'Iowa aux États-Unis où il enseigne l'écriture créative.

## Œuvre
Une bonne partie de ses "romans" relèvent de l'autobiographie ou de l'autofiction. 

### Romans
- España (DVD, 2008)
- Aire nuestro (Alfaguara, 2009)

On Air, trad. Catherine Vasseur, éditions Passage du Nord-Ouest, 2012  (ISBN 9782914834490)
- Los inmortales (Alfaguara, 2012)
- El luminoso regalo (Alfaguara, 2013)
- Lou Reed era español (Malpaso, 2016)
- Ordesa (Alfaguara, 2018)

Ordesa, trad. Isabelle Gugnon, éditions du Sous-sol, 2019  (ISBN 9782364683976) – prix Femina étranger 2019
- Alegría (Planeta, 2019)

Alegría, trad. Isabelle Gugnon, éditions du Sous-sol, 2021, 398 pages  (ISBN 978-2364684706)
- Los Besos (Planeta, 2021)

Les baisers, trad. Isabelle Gugnon, , éditions du Sous-sol, 2022, 411 pages  (ISBN 978-2-36468-641-0)

### Poésie
- El sauce (Instituto Fernando el Católico, 1982)
- El rumor de las llamas (Olifante, 1990)
- El mal gobierno (Libertarias, 1992)
- Las arenas de Libia (Huerga y Fierro editores, 1998)
- El cielo (DVD, 2000)
- Resurrección (Visor, 2005)
- Calor (Visor, 2008)
- Gran Vilas (Visor, 2012)
- El hundimiento (Visor, 2015)

Anthologies
- Poemas (2009)
- Amor: Poesía reunida 1988-2010 (Visor, 2010)
- Antología poética (Barco de Piedra, 2015)
- Poesía completa 1980-2018 (Visor, 2019)

### Essais
- La vida sin destino (Mira, 1994)
- Dos años felices, journal (Mira, 1996)
- La región intermedia (Prames, 1999)
- MV reloaded (Tropo, 2011)
- Listen to me, journal (La Bella Varsovia, 2013)
- Arde el sol sin tiempo, artículos y ensayos (Universidad de Valladolid, 2014)
- América, libro de viajes (Círculo de Tiza, 2017)